# Hong Kong Derrick Barge

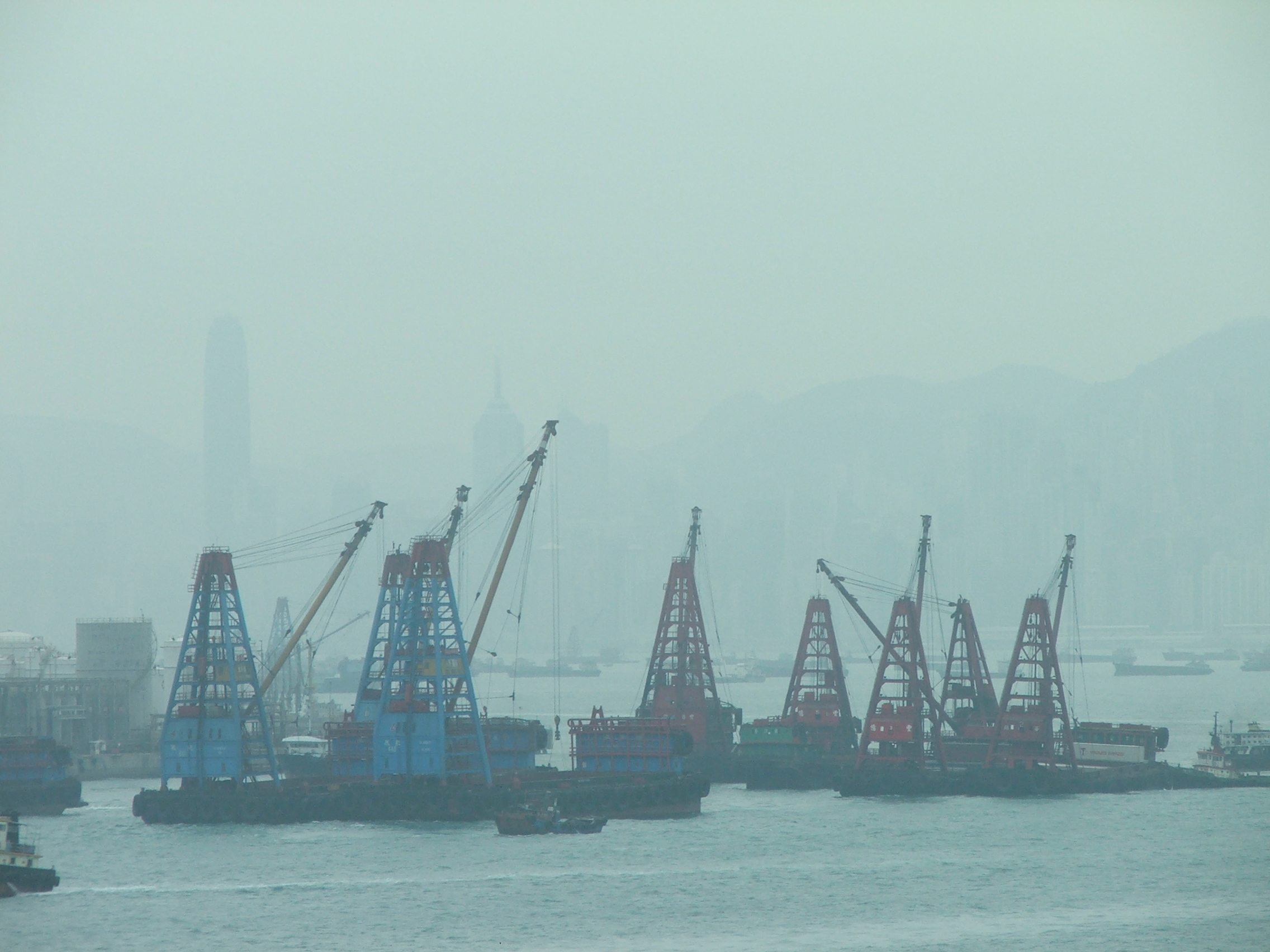
Derrickbargen in Hongkong

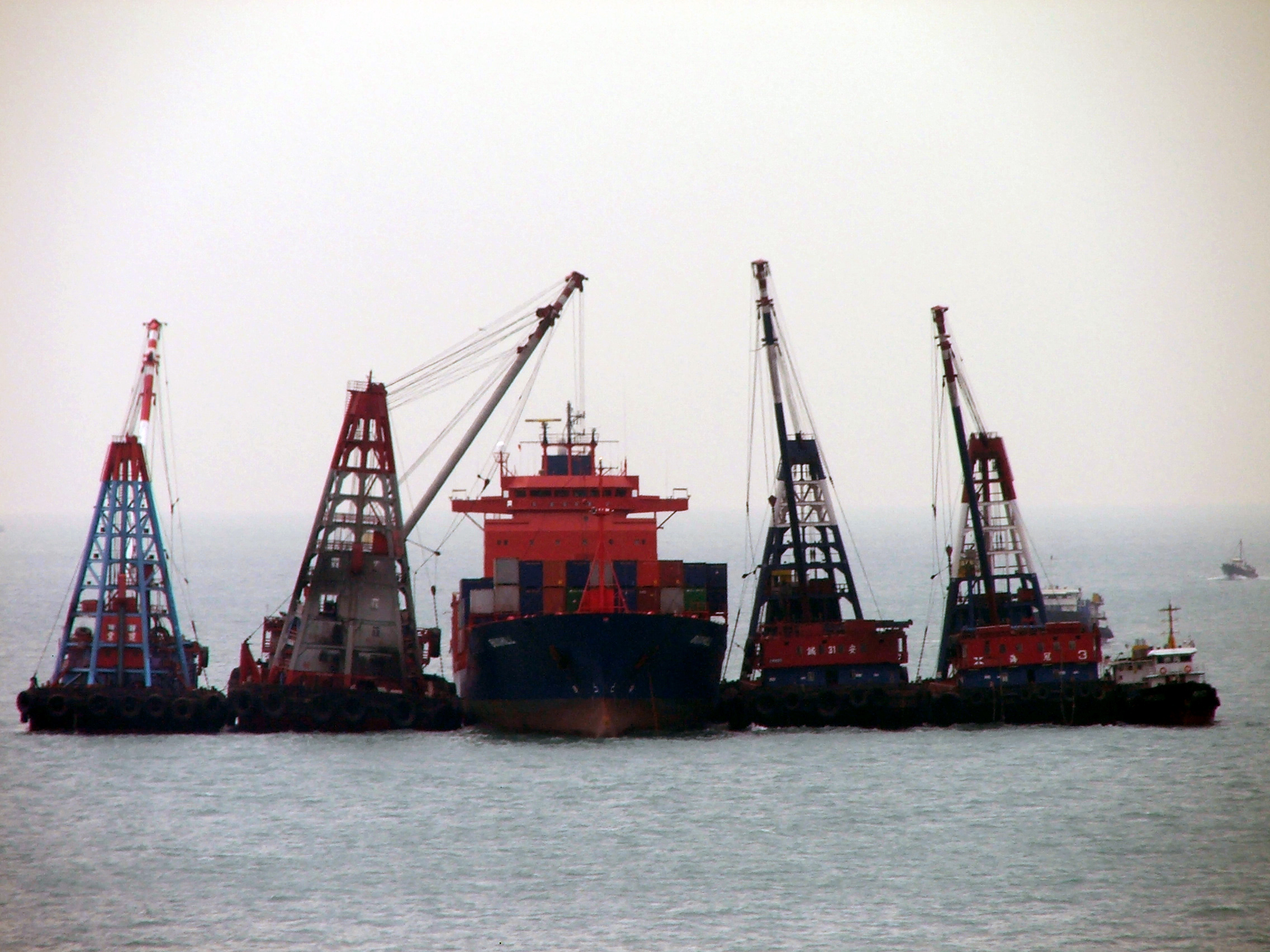
Derrickbargen in Hongkong beladen ein Containerschiff

Eine Hong Kong Derrick Barge oder Hongkong-cranebarge ist ein Arbeitsschiff mit Derrickkran, welches in den Gewässern von Hongkong zum Laden und Löschen von Frachtschiffen, insbesondere Containerschiffen, „im Strom“ verwendet wird.

## Aufbau und Technik
Moderne, etwa 50 Meter lange und 25 Meter breite, Hongkonger Containerleichter haben eine Tragfähigkeit von etwa 4500 Tonnen, eine Containerkapazität von knapp 200 TEU und sind oft mit eigenem Antrieb ausgerüstet. Sie besitzen außer ihrem als Derrickkran ausgeführten Ladebaum häufig auch Wohnunterkünfte in den Decksaufbauten, da die Eigner kleinerer Kranbarge-Unternehmen meist mit ihrer Familie auf der Kranbarge wohnen. Es gibt Pläne, leistungsfähigere und umweltfreundlichere Hong Kong Derrick Bargen mit Kränen und Gasantrieb, vergleichbar mit der Port Feeder Barge, zu konstruieren.

## Geschichte
Die Hongkong Derrick Barge entwickelte sich aus den Sampans, mit denen in der Kronkolonie mit ihren wenigen Hafenplätzen von alters her der Ladungsumschlag auf dem Fluss durchgeführt wurde. Mit steigenden Ladungsmengen, größeren Kolli und schließlich der Einführung des Containers passten sich die Sampaneigner an und versahen ihre Fahrzeuge mit kräftigeren Ladebäumen, was schließlich zur Entwicklung der typischen Hongkonger Containerleichter mit Derrick führte.